# Yōichi Mori
Yōichi Mori (japanisch 森 陽一 Mori Yōichi; * 1. August 1980 in der Präfektur Ehime) ist ein ehemaliger japanischer Fußballspieler.

## Karriere
Mori erlernte das Fußballspielen in der Schulmannschaft der Tokushima High School. Seinen ersten Vertrag unterschrieb er 1999 bei den Yokohama F. Marinos. Der Verein spielte in der höchsten Liga des Landes, der J1 League. 2000 wurde er mit dem Verein Vizemeister der J1 League. 2001 wurde er an den Zweitligisten Mito HollyHock ausgeliehen. Im August 2001 kehrte er zu Yokohama F. Marinos zurück. 2002 wurde er mit dem Verein Vizemeister der J1 League. Danach spielte er bei den Arte Takasaki (2003–2006), Banditonce Kobe (2006) und Zweigen Kanazawa (2007–2008). Ende 2008 beendete er seine Karriere als Fußballspieler.

## Erfolge
Yokohama F. Marinos
- J1 League

Vizemeister: 2000, 2002
- J.League Cup

Sieger: 2001